# Claude Mylon
Claude Mylon   (París, 1615 - París, agost 1660) va ser un matemàtic i advocat francès.
El seu avi, Benoit Myllon, havia estat conseller de Lluís XIII de França i controlador general del regne. Va fer del dret la seva activitat professional i el 1641 ja era advocat del Parlament de París. Malgrat això, va desenvolupar un viu interès per les matemàtiques i, a partir de 1641-1642, va formar part del cercle científic-matemàtic que Mersenne havia creat a París, participant activament en les seves reunion, fins al punt que des de començaments dels anys 1650's va fer de secretari de les reunions. Probablement va ser deixeble de Roberval.
En morir Mersenne el 1648, el lideratge del cercle va passar a Jacques Le Pailleur i, en morir aquest el 1654, el va prendre Myllon fins a la seva mort el 1660, quan el grup es va dissoldre definitivament.